# مسیر توسعه

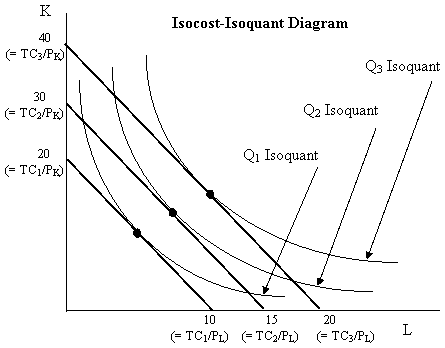
نمودار ایزوکاست در مقابل نمودار ایزوکوانت. هر پاره‌خط، یک خط برابری هزینه است که نشان‌دهندهٔ یک سطح خاص از کل هزینه‌های ورودی است که با TC نشان داده می‌شود، و در آن P _{L} قیمت واحد نیروی کار و P _{K} قیمت واحد سرمایهٔ فیزیکی است. منحنی‌های محدب، ایزوکوانت‌ها هستند که هر کدام ترکیب‌های مختلفی از کاربرد ورودی را نشان می‌دهند که سطح خروجی خاصی را به دست می‌دهند. نقاط مماس، کمترین هزینهٔ ترکیب ورودی را برای تولید هر سطح معینی از خروجی نشان می‌دهند. منحنی‌ای که نقاط مماس را به هم متصل می‌کند، مسیر توسعه نامیده می‌شود زیرا نشان می‌دهد که چگونه با افزایش سطح خروجی انتخاب‌شده، میزان استفاده از ورودی‌ها افزایش می‌یابد.

در اقتصاد، مسیر توسعه (که خط مقیاس نیز نامیده می‌شود) مسیری است که ترکیبات بهینهٔ ورودی را با افزایش مقیاس تولید به هم متصل می‌کند. این اغلب به صورت منحنی در نموداری نمایش داده می‌شود که مقادیر دو ورودی، معمولاً سرمایهٔ فیزیکی و نیروی کار، روی محورها رسم شده‌اند. تولیدکننده‌ای که به دنبال تولید تعداد معینی از یک محصول با ارزان‌ترین روش ممکن است، نقطه‌ای را در مسیر توسعه انتخاب می‌کند که روی ایزوکوانت مرتبط با آن سطح خروجی نیز باشد.